# Písek
Písek es una ciudad de la República Checa, capital del distrito homónimo en la región de Bohemia Meridional. Se encuentra en el río Otava a 88 km al sur de Praga y a 44 km al noroeste de České Budějovice. En 2017, cuenta con una población de 30 415 habitantes.
La localidad alberga el Puente de Piedra de Písek, el puente más viejo de la República Checa y uno de los más antiguos de Europa central. El puente se conecta con el casco histórico de la ciudad, que se encuentra en la ribera derecha del Otava y cuyos alrededores fueron renovados entre los años 2000 y 2017. 
Písek es una ciudad muy cultural con muchos monumentos, dos teatros, dos cines y una casa de la cultura. Cada año organiza una serie de eventos, sobre todo Dotkni se Písku, que es la fiesta principal de la ciudad, y Pískoviště, durante el cual se construyen esculturas de arena en la zona ribereña. Debido a la gran concentración de instituciones educativas, incluso una escuela superior – la Academia de Cine de Miroslav Ondříček, Písek recibe el sobrenombre de "Atenas de Bohemia Meridional".

## Historia
La historia de la ciudad se remonta probablemente ya a finales del siglo XII cuando se formó un pueblo minero de oro en la ribera izquierda del Otava. Hasta nuestros días, el río es conocido como el río de oro, ya que se lavó arena en sus orillas para encontrar pepitas de oro (de aquí el nombre de la ciudad, que significa “arena” en checo). 
En 1254 el rey Otakar II, de la dinastía de los Premislidas, declaró la población una ciudad real. Durante su reino, Písek aumentó su tamaño y ganó en importancia. En un periodo de dos décadas fueron construidos sus edificios principales (el Castillo real, el Puente de piedra, la Iglesia de la natividad de la Virgen María y la Iglesia monasterio de la exaltación de la Santa Cruz) junto con la fortificación.
En la primera mitad del siglo XV, Písek desempeñó un papel importante en las guerras husitas. Desde el principio, sus habitantes eran partidarios del movimiento reformista y el líder militar de los husitas, Jan Žižka, visitó frecuentemente la ciudad. Durante la guerra de los Treinta Años, entre 1619 y 1620, la ciudad fue conquistada por los ejércitos del comandante Carlos Buenaventura de Longueval y la mayoría de la población fue masacrada.
Hasta finales del siglo XIX, Písek fue la capital de la histórica región de Prácheňsko. En esa época, la ciudad experimentó un desarrollo industrial. En 1875 fue conectada con Praga por un ferrocarril y en 1887 fue iluminada por lámparas de arco inventadas por el técnico checo František Křižík. Gracias a la construcción de la Central eléctrica municipal en 1888, Písek se convirtió en la primera ciudad de Bohemia con alumbrado eléctrico permanente.

## Geografía y clima
Písek se encuentra en el valle del río Otava. Está rodeado de muchos bosques, por lo que ha obtenido el sobrenombre de “ciudad en un mar de bosques”. Son generalmente bosques mixtos. Los bosques de Amerika, Hradiště y Václavské skály, que se extienden sobre colinas bajas, enlazan inmediatamente con la ciudad y representan un lugar de reposo con muchas rutas, bancos y glorietas. A 5 km al sureste de Písek podemos encontrar las Montañas de Písek, cuyo pico más alto, Velký Mehelník, se eleva a 633 metros.
Písek tiene un clima continental templado con temperaturas bastante equilibradas durante todo el año. Hay cuatro estancias distintivas con un invierno frío y húmedo, que comienza a finales de noviembre y termina en la primera mitad de marzo, y un verano soleado, cálido y húmedo, que empieza en mayo y dura hasta mediados de septiembre. Gracias a las colinas que la rodean, la ciudad está bien protegida de vientos.
|                                                                              | máximo diario promedio | promedio de los días más cálidos en 30 años | mínimo diario promedio | promedio de las noches más frías en 30 años | precipitación total mensual |
| ENE                                                                          | 3 °C                   | 9 °C                                        | -3 °C                  | -11 °C                                      | 39 mm                       |
| FEB                                                                          | 4 °C                   | 11 °C                                       | -2 °C                  | -9 °C                                       | 36 mm                       |
| MAR                                                                          | 8 °C                   | 17 °C                                       | 1 °C                   | -6 °C                                       | 50 mm                       |
| ABR                                                                          | 14 °C                  | 22 °C                                       | 4 °C                   | -2 °C                                       | 47 mm                       |
| MAY                                                                          | 18 °C                  | 26 °C                                       | 8 °C                   | 1 °C                                        | 67 mm                       |
| JUN                                                                          | 21 °C                  | 29 °C                                       | 11 °C                  | 5 °C                                        | 80 mm                       |
| JUL                                                                          | 23 °C                  | 31 °C                                       | 13 °C                  | 8 °C                                        | 77 mm                       |
| AGO                                                                          | 24 °C                  | 31 °C                                       | 13 °C                  | 8 °C                                        | 74 mm                       |
| SEP                                                                          | 19 °C                  | 27 °C                                       | 10 °C                  | 4 °C                                        | 50 mm                       |
| OCT                                                                          | 15 °C                  | 23 °C                                       | 6 °C                   | -1 °C                                       | 38 mm                       |
| NOV                                                                          | 8 °C                   | 16 °C                                       | 2 °C                   | -4 °C                                       | 42 mm                       |
| DIC                                                                          | 4 °C                   | 10 °C                                       | -1 °C                  | -9 °C                                       | 43 mm                       |
| fuente n.° 1: https://meteobox.cz/, fuente n.° 2: https://www.meteoblue.com/ |                        |                                             |                        |                                             |                             |

## Infraestructuras
Písek está conectado por la autopista D4 con Praga y por las vías rápidas I/20 e I/29 con Plzeň, České Budějovice y Tábor. La estación principal de trenes se encuentra en el sur de la ciudad. Además, hay otras dos estaciones de trenes – Písek město al norte y Písek zastávka al noroeste. La estación principal de autobuses se encuentra en el sur de la ciudad, cerca de la estación principal de trenes. Písek cuenta con su propia red de autobuses urbanos.

## Patrimonio cultural
Los monumentos más importantes del casco histórico:
- El Puente de piedra de Písek es el puente más viejo en la República Checa y uno de los más antiguos de Europa central (disputa el primer lugar con el Puente de piedra de Ratisbona en Alemania). Se conoce también como Puente de ciervo, porque el primero que lo atravesó fue un ciervo de los bosques cercanos. El puente tiene una longitud de 111 metros y está sostenido por 7 arcos. Es de estilo gótico y le adornan réplicas de estatuas barrocas del siglo XVIII que fueron destruidas por las inundaciones de 2002.
- El Castillo real fue construido en la segunda mitad del siglo XIII por Otakar II. Hasta la actualidad ha sobrevivido solamente el ala occidental, que se eleva sobre el río. Desde comienzos del siglo XX, el edificio gótico alberga el Museo de Prácheň, que ofrece muchas exposiciones temporales y permanentes relacionadas con la ciudad.
- La Iglesia de la natividad de la Virgen María es una basílica católica de tres naves. Su construcción empezó en el siglo XIII durante el reinado de Otakar II y desde entonces ha pasado por muchas modificaciones y renovaciones. Su torre de 72 metros es el edificio más alto de Písek, y por eso se convirtió en el símbolo de la ciudad. La torre es accesible para visitantes y ofrece una vista muy bonita de la ciudad.
- Sladovna es una galería lúdica y un espacio cultural orientado sobre todo a familias con niños. El edificio, que forma parte del recinto del Castillo real, sirvió originalmente como fábrica de malta para las cervecerías de Písek y Protivín – de aquí su nombre, que significa " “fábrica de malta” en checo.
- La Central eléctrica municipal es la central hidroeléctrica más antigua de Bohemia. Se puso en marcha en 1888, un año después de la demostración del alumbrado eléctrico realizada por František Křižík. El edificio, incluso la maquinaria donde operan dos turbinas Francis, está protegido como monumento cultural de la República Checa y alberga un museo de la iluminación de la ciudad.
- La Puerta de Putim fue una de las tres puertas que protegían la ciudad de Písek. Su nombre proviene de la localidad Putim, que se encuentra a 6 km de Písek y a la que la puerta fue dirigida. Después de la demolición de la puerta en 1836, la gente puede admirar el sitio por los restos de las murallas del Písek medieval y por el foso gótico que se convirtió en un parque público en 2006.
- La Iglesia monasterio de la exaltación de la Santa Cruz fue construida durante el reinado de Otakar II como un monasterio dominicano. En 1490, el edificio fue incendiado por los partidarios del movimiento husita y nunca ha sido renovado. Sin embargo, los restos del monumento siguen destacando por su fachada decorada con esgrafiados renacentistas.
- El Hotel Otava era uno de los hoteles más lujosos de Bohemia Meridional. Fue construido en 1899 por el farmacéutico Dvořáček y hasta el periodo del socialismo llevó el nombre de su fundador. Este logró contratar al artista famoso Mikoláš Aleš, que decoró la fachada con pinturas inspiradas en la vida de la época.
- La Columna mariana de la peste se encuentra en la Plaza de Aleš, conocida también como la Plaza pequeña. Fue construida en 1715 como parte de un grupo de esculturas para expresar el agradecimiento por la protección de la ciudad de la peste y por la supresión de impuestos.
- El Teatro de Fráňa Šrámek fue establecido en 1868. Se encuentra en los Jardines de Palacký, que es el parque más grande de Písek. Recibió su apariencia actual en 1937 gracias a una reconstrucción completa y ahora puede dar cabida a 397 espectadores. Su nombre conmemora al destacado poeta, prosista y dramaturgo checo Fráňa Šrámek, que pasó una parte de su infancia y sus años de estudiante en Písek.

## Deportes
En Písek es posible practicar muchas actividades deportivas. Ofrece por ejemplo fútbol, golf, minigolf, tenis, deportes acuáticos, paseos a caballo, bolos o deportes de invierno. Hay varios gimnasios, piscinas, saunas, un polideportivo, un estadio de hockey sobre hielo e incluso una zona de esquí con una pista artificial. Directamente por la ciudad pasan varios carriles bici, rutas turísticas y un sendero educativo. Sus numerosas áreas de agua se pueden utilizar no solamente para deportes, sino también para pescar.
La ciudad tiene dos clubs de fútbol – FC Písek, que participa cada año en la Liga de fútbol de Bohemia, y TJ Hradiště. También cuenta con un club de hockey sobre hielo, IHC Králové Písek, que compite en la 2ª Liga de Hockey de la República Checa.

## Personajes ilustres
- Otokar II de Bohemia (1233-1278), rey de Bohemia
- Adolf Heyduk (1835-1923), poeta y escritor
- Mikoláš Aleš (1852-1913), ilustrador y pintor
- Fráňa Šrámek (1877-1952), escritor y anarquista
- Jan Mukařovský (1891-1975), crítico literario y teórico
- George Mraz (* 1946), bajista de jazz y saxofonista alto
- Martin C. Putna (* 1968), historiador de la literatura, profesor universitario y ensayista
- Kateřina Neumannová (* 1973), esquiadora de fondo y ciclista
- Tomáš Zíb (* 1976), exjugador profesional de tenis
- Tomáš Verner (* 1986), patinador sobre hielo

## Ciudades hermanadas[2]
- Jičín, República Checa
- Caerphilly, Gales
- Deggendorf, Alemania
- Lemvig, Dinamarca
- Smiltene, Letonia
- Vel'ký Krtíš, Eslovaquia
- Wetzlar, Alemania
- Bad Leonfelden, Austria

## Galería de imágenes

Písek
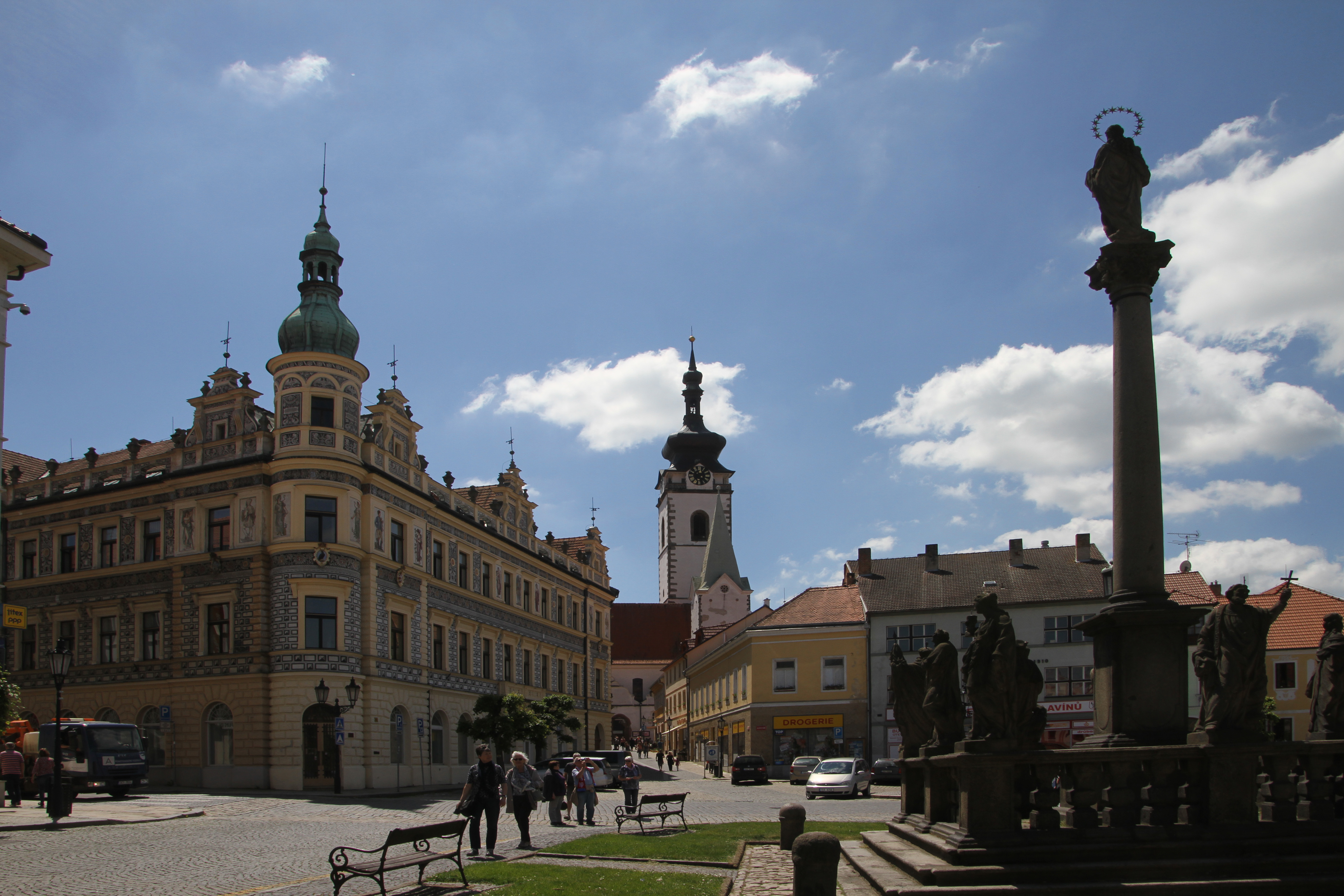
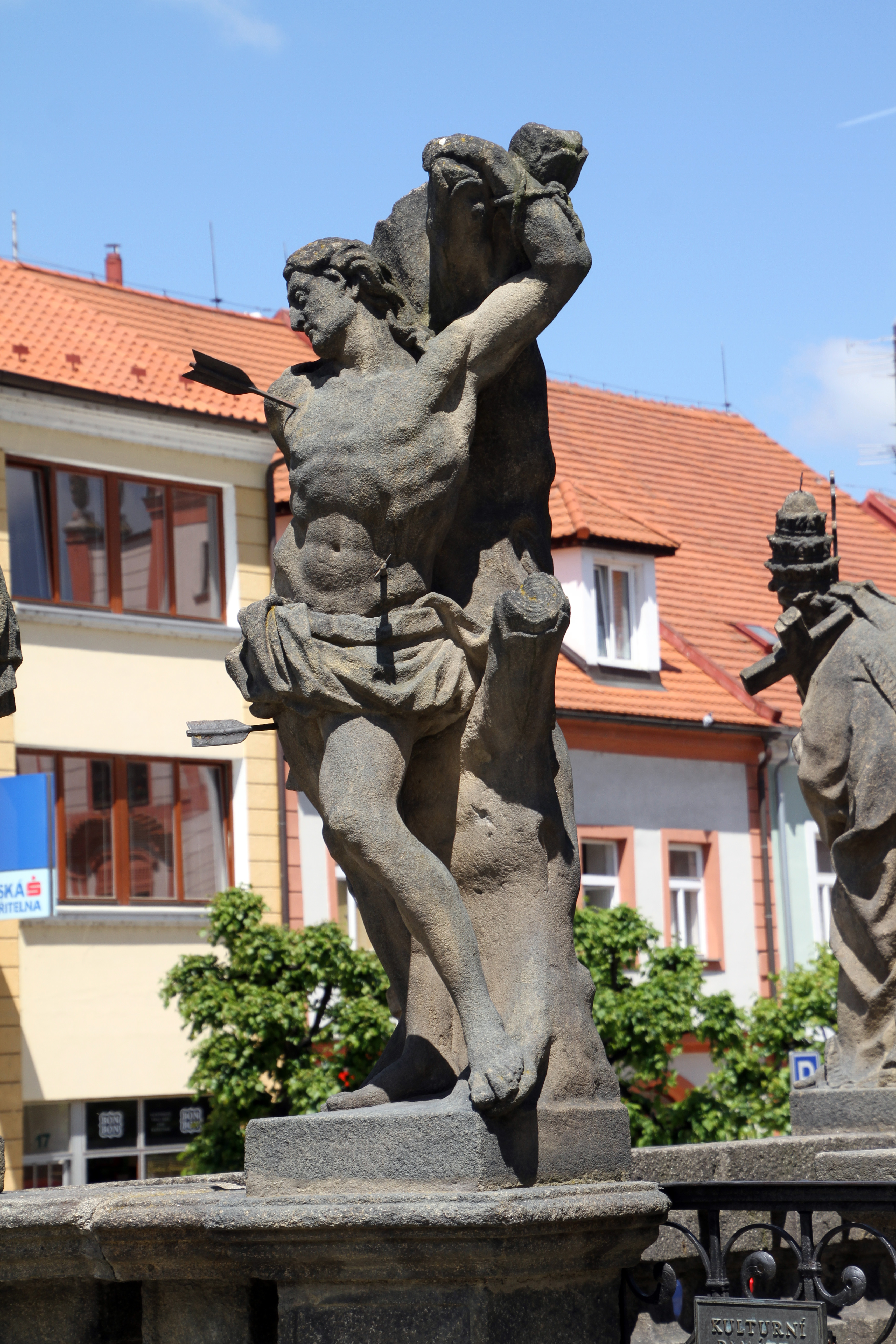
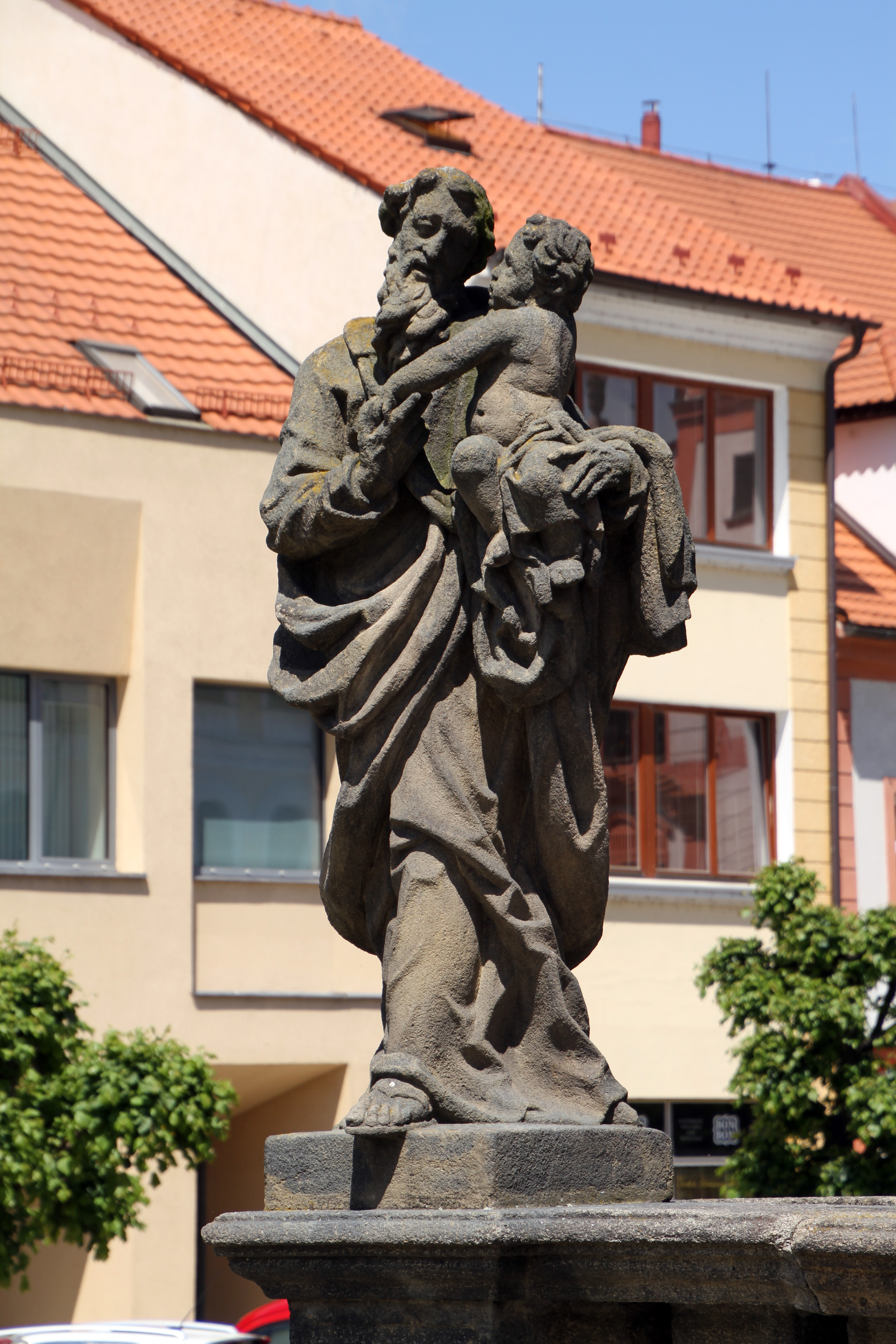
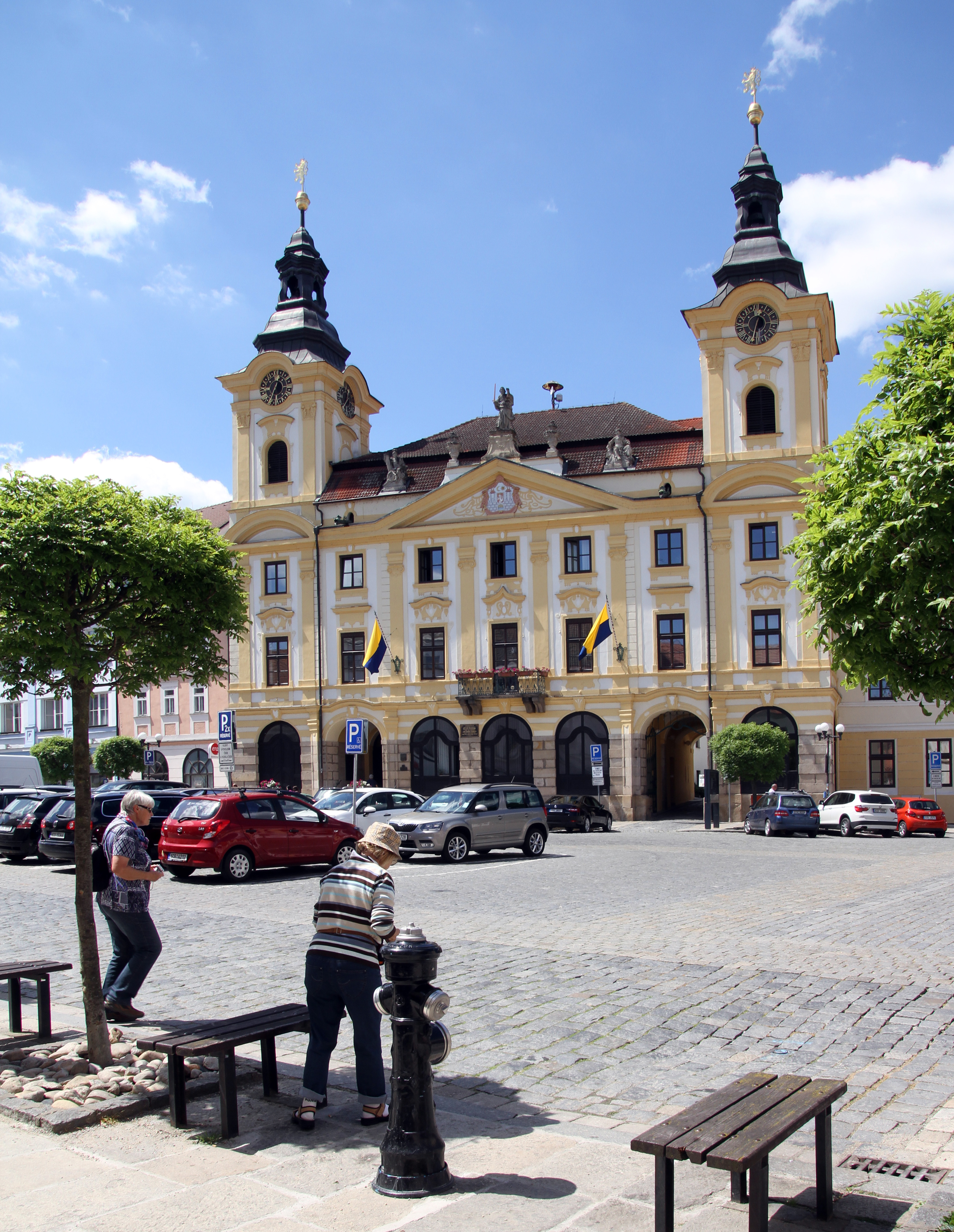
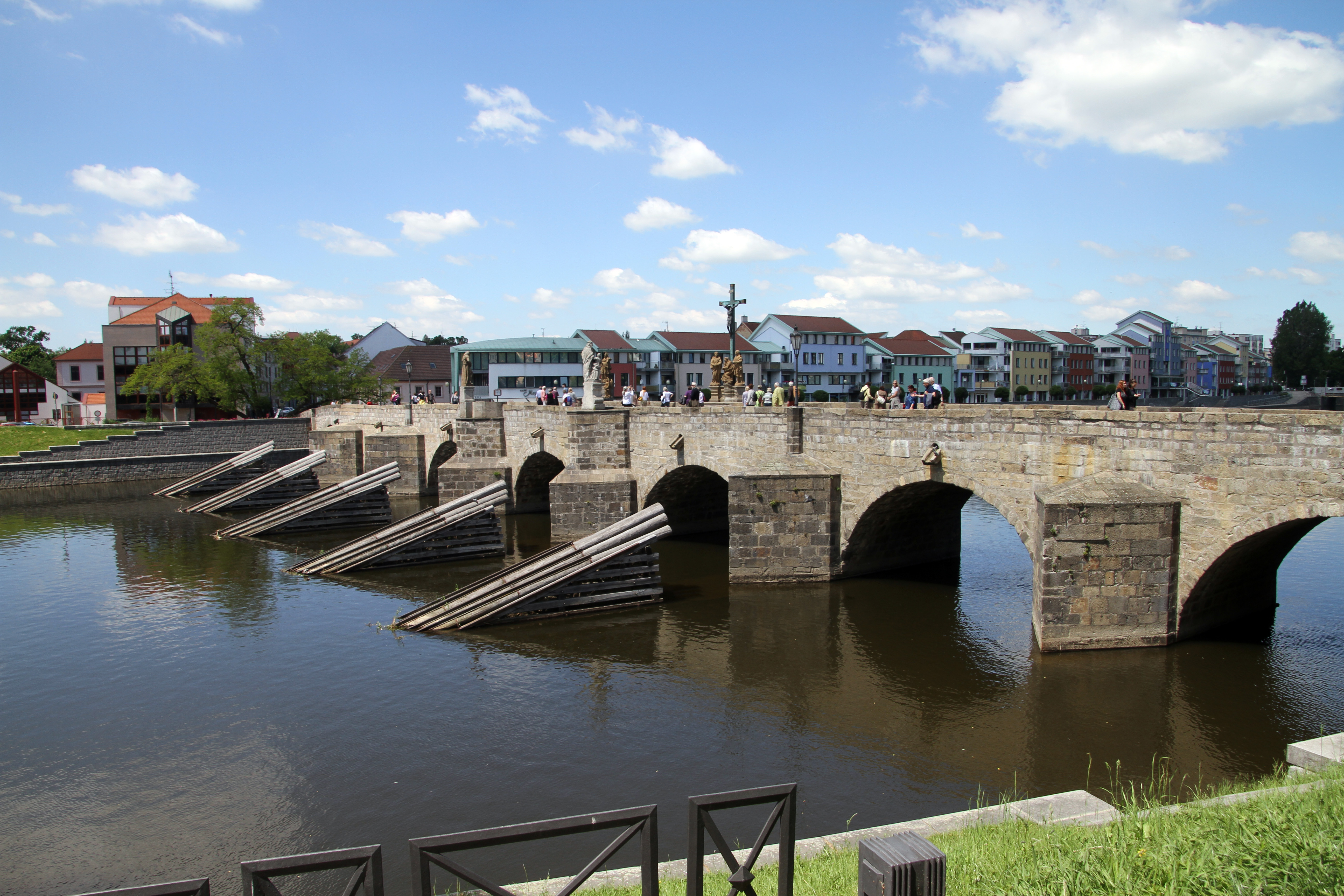
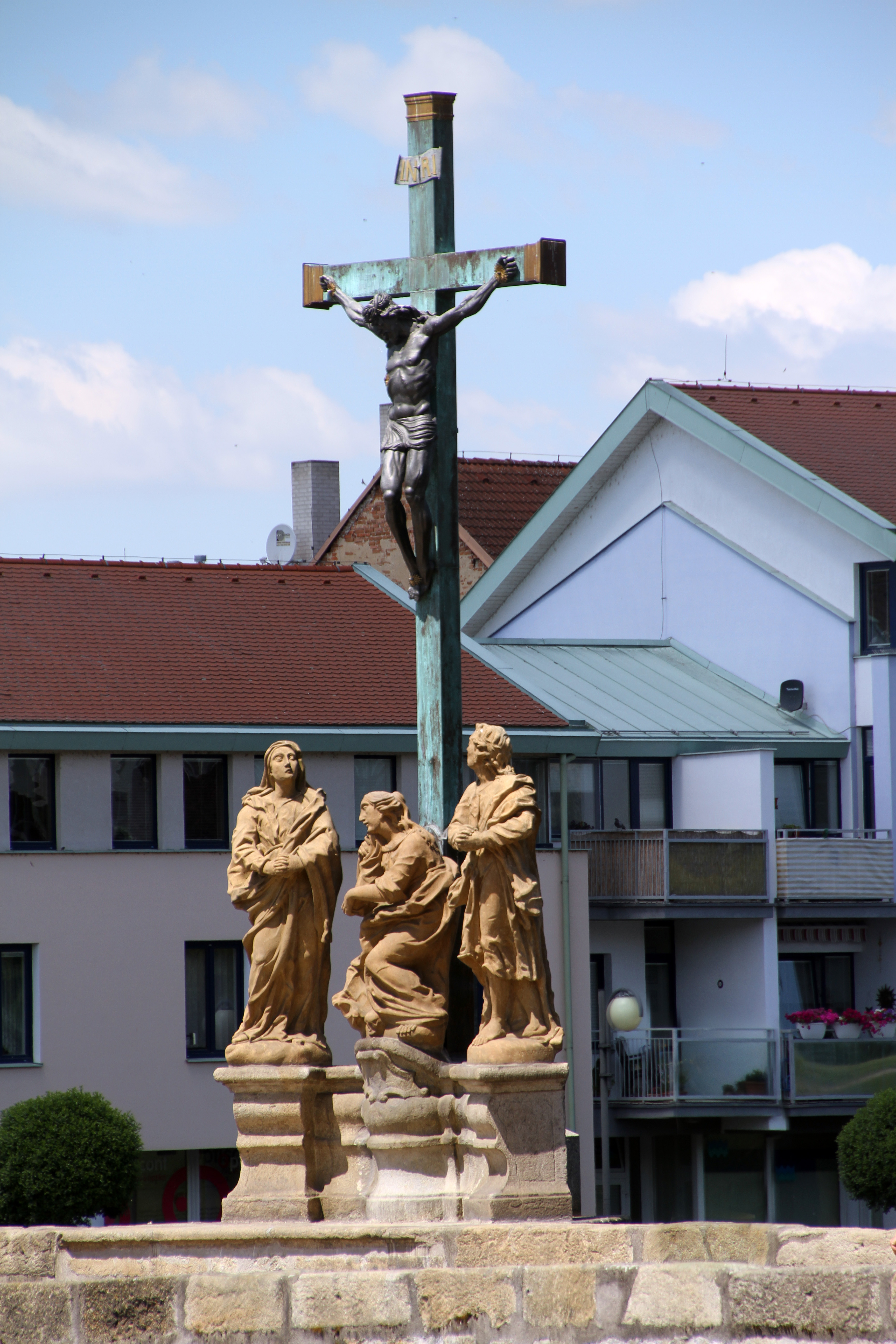
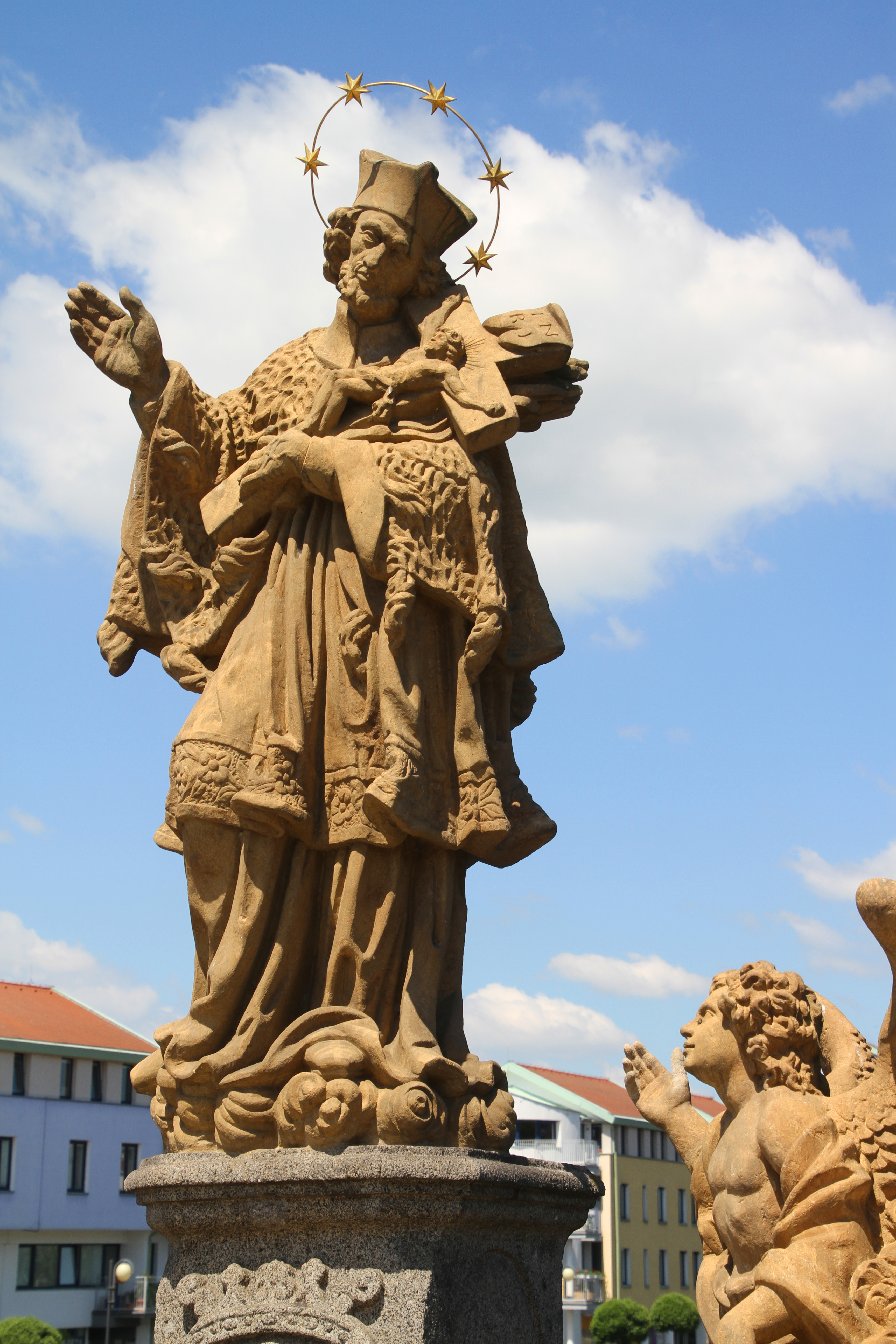
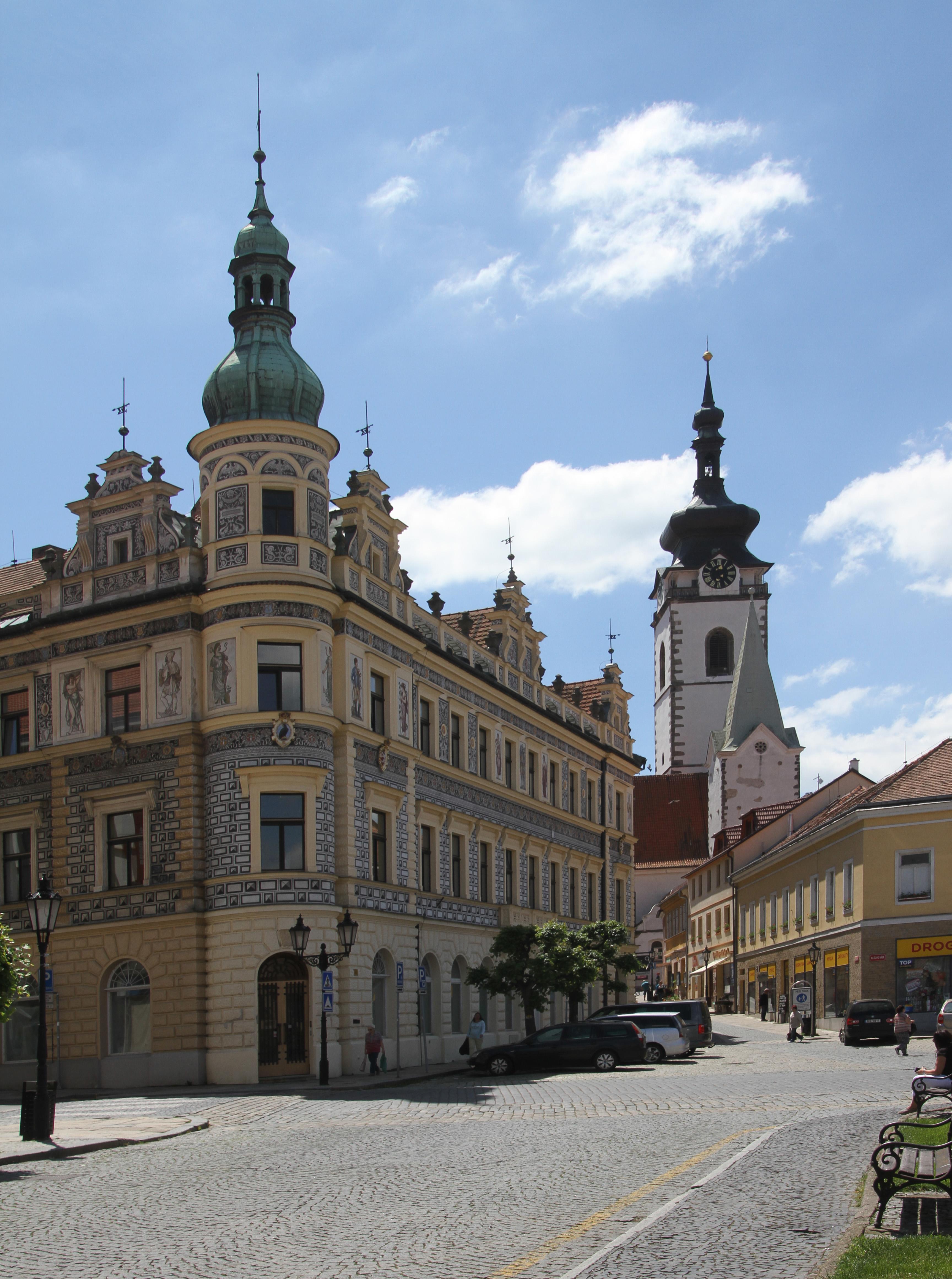